# Alfred Stucki
Alfred Stucki (* 8. Januar 1925 in Bern; † 8. Februar 2016) war ein Schweizer Psychiater und Autor.
Stucki besuchte in Köniz, wohin die Familie 1931 zog, die Primarschule und das Progymnasium und absolvierte das Gymnasium in Bern. Er studierte an der Universität Bern Medizin, schloss 1951 mit dem Diplom ab und promovierte. 1957 erlangte er den Titel eines Facharztes FMH für Psychiatrie und Psychotherapie. Parallel zur fachärztlichen Ausbildung arbeitete er am Fliegerärztlichen Institut in Dübendorf und beschäftigte sich mit Fragen der Wehrpsychologie. 1958 eröffnete er eine psychiatrisch-psychotherapeutische Praxis in Thun. Stucki war Oberstleutnant der Sanität und seit 1965 Waffenplatzpsychiater in Thun.
Er publizierte zur Psychologie der Dienstverweigerung zwei Bücher und mehrere Artikel in der Allgemeinen Schweizerischen Militär-Zeitschrift.

## Schriften (Auswahl)
- Häufigkeit, jahreszeitliche Periodizität und Altersaufbau der Anstaltsaufnahmen an depressiven Erkrankungen in der Schweiz von 1937–1952. In: Monatsschrift für Psychiatrie und Neurologie. Bd. 131 (1956), Nr. 5/6, S. 337–367, doi:10.1159/000139726 (Dissertation).
- Soldaten in Gewissensnot. Ott, Thun 1973, ISBN 3-7225-6809-9.
- Dienstverweigerer. Prophet, Patient oder Parasit? Huber, Frauenfeld 1986, ISBN 3-7193-0968-1.
- Der Weg zum Psychiater. Ein Leid-Faden. Rothenhäusler, Stäfa 1996, ISBN 3-907960-80-7.
- Suchtfreie Gesellschaft. Gesellschaft und Kirche Wohin? Bern 2000.